# Robert D. Fulton
Robert David Fulton (Waterloo, Iowa, 13 de mayo de 1929) es un político estadounidense del Partido Demócrata. Fue el 37 º gobernador de Iowa en 1969.  Fue gobernador sólo 16 días, terminando el plazo de Howard Hughes.